# ألفرد أندرش
ألفرد أندرش (بالألمانية: Alfred Andersch). هو كاتب ألماني. ولد عام 1914 في ميونخ، ومات عام 1980 في برزونا بسويسرا. اعتقل أندرش في عام 1933 لأنه كان شيوعياً. وفي أثناء الحرب العالمية الثانية وقع في أسر القوات الأمريكية، إلا أنه استطاع الهرب من الخدمة في الجيش ومن الأسر وذهب إلى إيطاليا. وفي الفترة من 1946 و 1947 أصدر بالتعاون مع هانس فرنر ريشتر مجلة (النداء). بعد ذلك شارك أندرش بالعمل في برامج إذاعية وصحف مختلفة.

## أعماله
- كرز الحرية «Die Kirschen der Freiheit» (رواية سيرة ذاتية 1952).
- زانزيبار أو السبب الأخير «Sansibar oder letzte Grund» (رواية 1957).
- الحمراء «Die Rote» (رواية 1960).
- إفراييم «Efraim» (رواية 1967).
- أب لقاتل-قصة درسية «Der Vater eines Mörders» (رواية 1980).

## روابط خارجية
- ألفرد أندرش على موقع IMDb (الإنجليزية)
- ألفرد أندرش على موقع الموسوعة البريطانية (الإنجليزية)
- ألفرد أندرش على موقع مونزينجر (الألمانية)
- ألفرد أندرش على موقع ألو سيني (الفرنسية)
- ألفرد أندرش على موقع ميوزك برينز (الإنجليزية)
- ألفرد أندرش على موقع أول موفي (الإنجليزية)
- ألفرد أندرش على موقع ديسكوغز (الإنجليزية)
- ألفرد أندرش على موقع كينوبويسك (الروسية)